# Dictyna tyshchenkoi wrangeliana
Dictyna tyshchenkoi wrangeliana is een spinnenondersoort in de taxonomische indeling van de kaardertjes (Dictynidae).
Het dier behoort tot het geslacht Dictyna. De wetenschappelijke naam van de soort werd voor het eerst geldig gepubliceerd in 1988 door Yuri M. Marusik.